# Flybmi
British Midland Regional Limited – dawne brytyjskie regionalne linie lotnicze działające pod nazwą Flybmi (do 2018 roku BMI Regional). Siedziba przedsiębiorstwa mieściła się w Castle Donington, a główną bazę stanowił port lotniczy East Midlands.
Przedsiębiorstwo założone zostało w 1983 roku pod nazwą Business Air. Od 1998 roku było spółką zależną linii lotniczych British Midland International (BMI), obsługującą połączenia regionalne pod marką British Midland Commuter, a następnie BMI Regional. Spółka ponownie usamodzielniła się w 2012 roku, po przejęciu BMI przez British Airways. W lipcu 2018 roku linie przyjęły nazwę Flybmi.
16 lutego 2019 linie ogłosiły zaprzestanie prowadzenia działalności.  Spółka zatrudniała wtedy 376 pracowników i posiadała 17 samolotów.